# Ordinul Leopold (Austria)

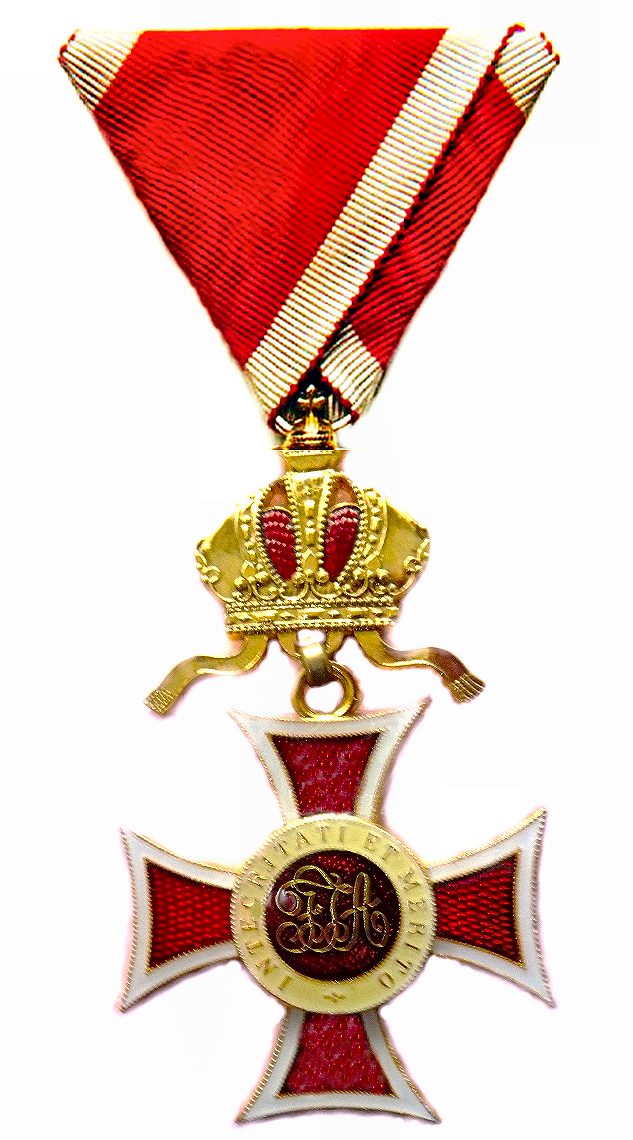
Ordinul Imperial Leopold

Ordinul Imperial Austriac Leopold a fost un premiu de merit civil și militar înalt sub forma de trei ranguri, care a fost donat de împăratul Francisc I al Austriei și atribuit de la anul 1808 până la sfârșitul monarhiei în 1918.

## Istorie

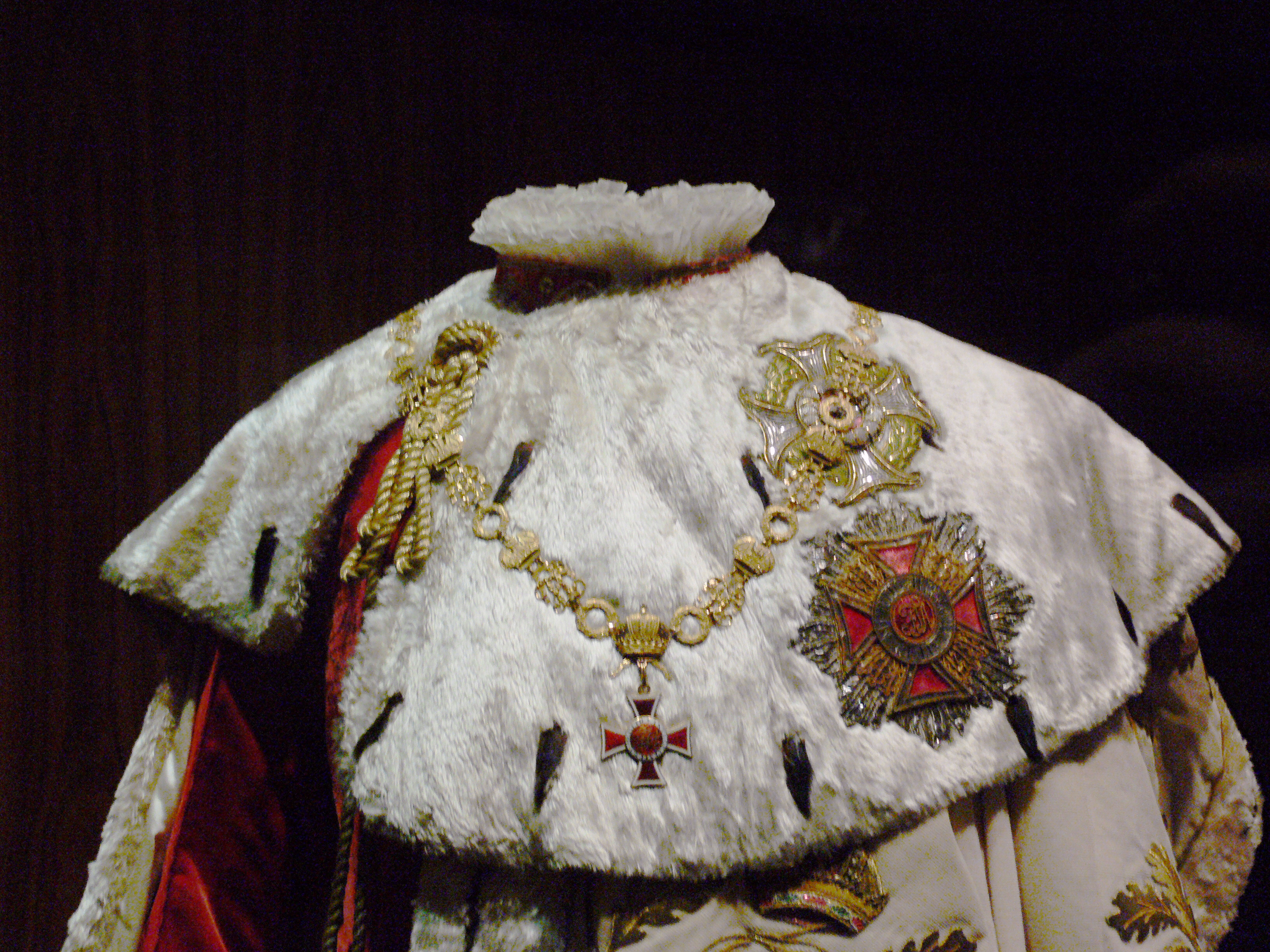
Ornatul Ordinului Leopold

Împăratul Francisc I a fondat Ordinul în ziua sa de logodnă cu Maria Ludovica de Austria-Este la 8 ianuarie 1808. Maria avea să devină a treia soție. Anterior s-a gândit să denumească decorația Ordinul lui Rudolf, după marele său predecesor Rudolf I (1218-1291), rege al Sfântului Imperiu Roman, apoi după el Ordinul lui Franz. În sfârșit s-a decis pentru numele Leopold, stimând în așa fel pe tatăl său  Leopold II. Ordinul a fost acordat sub numele Mare Cruce, Cruce de Comandor (Comtur) și Cruce de Cavaler. Marea Cruce a putut fi acordată, ca expresie celei mai mari favori, cu brilianți. În cei 110 de ani au beneficiat numai 55 de personalități de această onoare. Ca Mare Maestru al Ordinului a figurat mereu monarhul domnind.

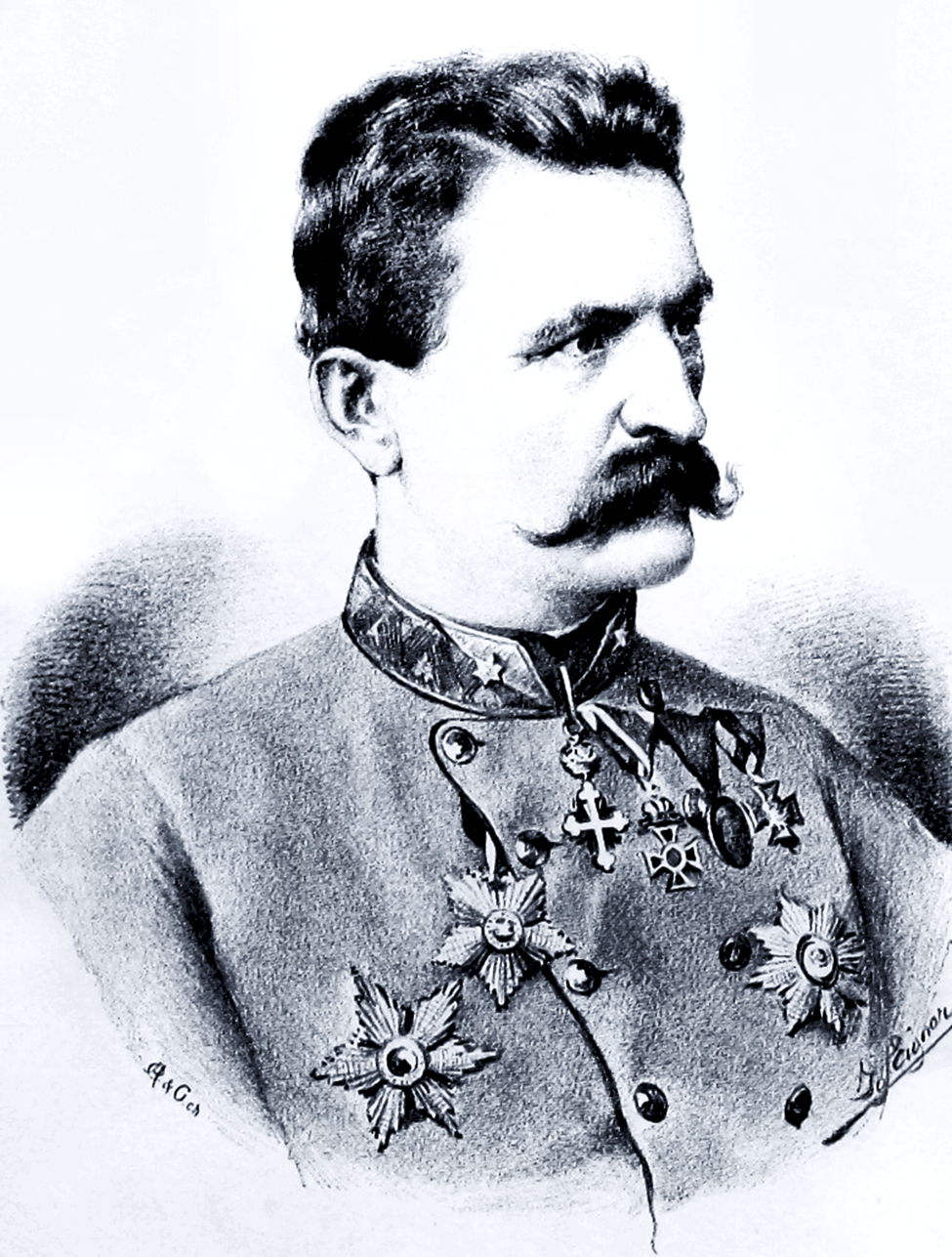
Generalul Alexandru Guran

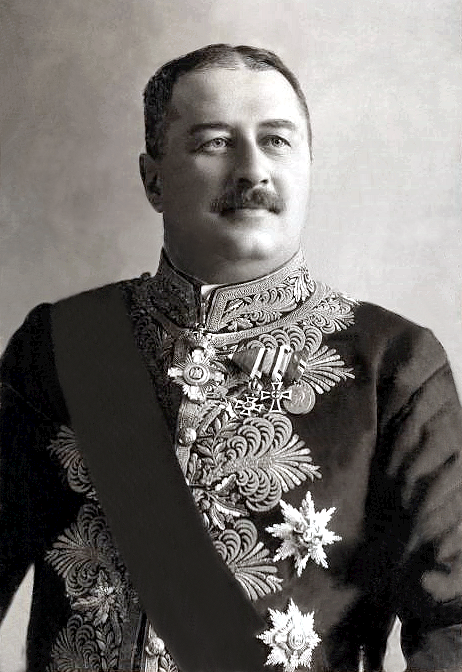
Contele Gheorghe Wassilko de Serecki

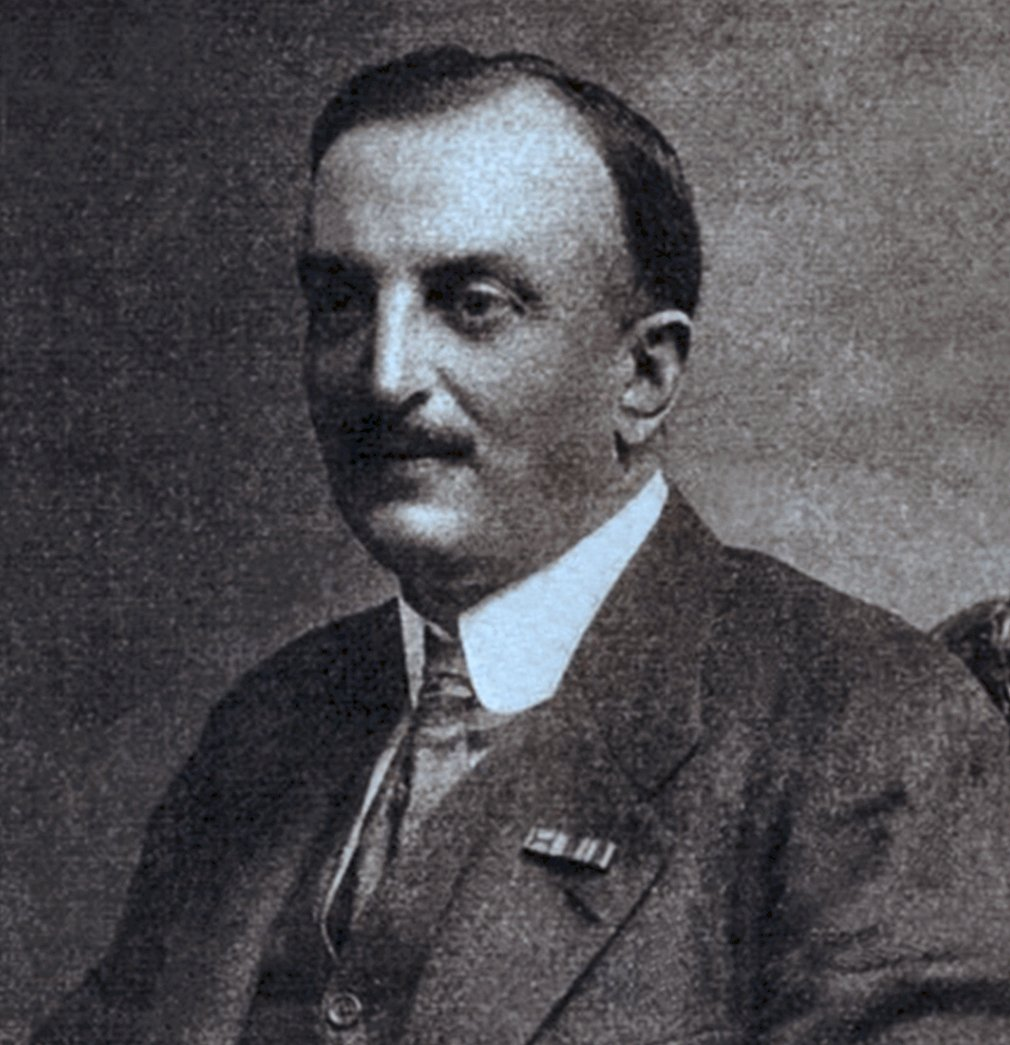
Contele Ștefan Wassilko de Serecki

Prin decretul din 23 ianuarie și 23 februarie 1860, a urmat introducerea decorației de război pentru toate clasele, ca recunoaștere pentru dobândire de curaj și angajament în fața inamicului. Aceasta a constat din două ramuri de laur încrucișate și îndoite în sus sub coroana imperială. Peste timp au fost create decorațiuni suplimentare pentru ordin.
De la 13 decembrie 1916 au putut fi montate între brațele ordinului și pe cruce săbii de aur sau argint. Acele de aur au însemnat dobândirea decorației de război cu săbii la gradul actual, acele de argint deja primise la un grad inferior.
Ultimul destinatar, Ernst Conte de Silva-Tarouca, a fost decorat în ziua de 11 noiembrie 1918, cu câteva ore înaintea demisiunii împăratului Carol I al Austriei. De la sfârșitul monarhiei ordinul nu a mai fost acordat.
Ordinul Leopold a fost una dintre cele patru cele mai înalte distincții ale Imperiului Austriac și ale Austro-Ungariei, cu care au fost decorați ofițeri și funcționari superiori.

## Descrierea ordinului
Însemnul ordinului este o cruce pattée octogonală, emailată roșu cu ramă albă. În centrul medalionul pe față se pot citi literele împletite F.I.A. (Franciscus Imperator Austriae), care sunt înconjurate de deviza ordinului Integritati et Merito (Pentru integritate și merit.). Pe spate arată ordinul deviza lui Leopold al II-lea., Opes Regum corda subditorum (Faptele Regilor câștiga inimile supușilor săi.), care este înconjurată de o cunună de stejar. Crucile primei ediții (1808-1818) au condus trei frunze de stejar în unghiuri, care au fost îndepărtate mai târziu. Suspendarea insignei la bandă este Coroana imperială a Austriei (așa zisă „coroană de casă” al împăratului Rudolf al II-lea al Sfântului Imperiu Roman), decorată cu două benzi fluturânde. Banda decorației este de culoare roșie luminoasă cu margine albă.

## Felul de purtat
Cavalerii au purtat însemnele ordinului la o panglică triunghiulară pliată pe pieptul stâng, comandorii la o bandă in jurul gâtului. Designații cu crucea mare au purtat decorația la o bandă largă de la umărul drept la șoldul stâng, în plus pe pieptul stâng o stea. Aceasta a fost octogonală și ținută în argint.

## Privilegii
Până în anul 1884 decorarea pentru cetățenii țărilor habsburgice a fost legată de atribuirea unui titlu de nobilitate: dotarea în clasa de cavaler însemna ridicarea la titlul de cavaler ereditar, în clasa de comandor la titlul de baron ereditar. Acordarea crucii mari a adus titlul de consilier secret, intitularea „excelență” și calitatea de membru al Curții Imperiale.
La 24 august 1884, înnobilarea automată a fost abrogată din statutele Ordinului Leopold (Decretul Ministerului de Interne KK), precum și din cele ale  Ordinului Coroanei de Fier. Ordinului Leopold.